# بوب غريفين (صحفي)
بوب غريفين (بالإنجليزية: Bob Griffin)‏ هو صحفي أمريكي، ولد في 1 أغسطس 1934 في فورت سميث في الولايات المتحدة.